# Pierre Vigny
Pierre Vigny, né à Taninges en 1866 et mort en 1943 à Nyon, est un maître d'armes, de canne de combat, de bâton, de boxe et de savate.

## Biographie
En 1886, il rejoint le second régiment d'artillerie de Grenoble. Après de nombreux voyages  autour du monde à la recherche de nouvelles techniques de combats, il se fixe à Genève en 1891 et ouvre une salle d'armes. En 1902 il devient instructeur au Bartitsu dans le club de Edward William Barton-Wright où il enseigne sa technique de combat de canne, principalement son système de « garde haute » inspiré du Kalinda des Caraïbes (voir (en) en:Kalinda), particulièrement bien adapté à la self défense. En 1903, il ouvre sa propre salle d'armes au 18 Berner street à Londres.
Son système deviendra populaire en Inde sous le nom de Lathi (voir (en) en:lathi), codifié en 1923 par son élève H.G. Lang pour le corps de police des scouts indiens.
Quelques années plus tard, son épouse Marguerite développe une technique d'autodéfense avec un parapluie.